# Guangfu, Sichuan
Guangfu (kinesiska: 广福镇, 广福) är en köping i Kina. Den ligger i provinsen Sichuan, i den sydvästra delen av landet, omkring 360 kilometer öster om provinshuvudstaden Chengdu.
Genomsnittlig årsnederbörd är 1 630 millimeter. Den regnigaste månaden är september, med i genomsnitt 296 mm nederbörd, och den torraste är januari, med 14 mm nederbörd.